# Epeirotypus brevipes
Epeirotypus brevipes är en spindelart som beskrevs av O. Pickard-Cambridge 1894. Epeirotypus brevipes ingår i släktet Epeirotypus och familjen strålspindlar. Inga underarter finns listade i Catalogue of Life.